# Llista de batles de Valldemossa
Llista de batles del municipi de Valldemossa (Mallorca) des de 1979.
| Núm. | Legislatura | Batle                 | Partit polític                                           | Inici del mandat | Fi del mandat | Suport del Ple                                                                                     |
| ---- | ----------- | --------------------- | -------------------------------------------------------- | ---------------- | ------------- | -------------------------------------------------------------------------------------------------- |
| 1    | I           | Joan Muntaner Marroig | Unión de Centro Democrático (UCD)                        | 1979             | 1983          | Majoria absoluta (candidatura única)                                                               |
| 2    | II          | Joan Lladó Calafat    | Grup Independent de Valldemossa (GIV)                    | 1983             | 1985          | Pacte amb Alianza Popular                                                                          |
| –    | II          | Joan Muntaner Marroig | Unió Mallorquina (UM)                                    | 1985             | 1987          | Pacte amb Alianza Popular                                                                          |
| –    | III         | Joan Muntaner Marroig | Unió Mallorquina (UM)                                    | 1987             | 1991          | Majoria absoluta                                                                                   |
| –    | IV          | Joan Muntaner Marroig | Unió Mallorquina (UM), Partit Popular (PPIB) des de 1992 | 1991             | 1995          | Majoria absoluta PPIB-UM                                                                           |
| –    | V           | Joan Muntaner Marroig | Partit Popular (PPIB)                                    | 1995             | 1999          | Majoria absoluta                                                                                   |
| –    | VI          | Joan Muntaner Marroig | Partit Popular (PPIB)                                    | 1999             | 2003          | Majoria absoluta, però pacte amb Grup Independent de Valldemossa i Unió Mallorquina                |
| –    | VII         | Joan Muntaner Marroig | Partit Popular (PPIB)                                    | 2003             | 2007          | En minoria                                                                                         |
| 3    | VIII        | Jaume Vila Mulet      | La Valldemossa que Volem                                 | 2007             | 2009          | Pacte entre La Valldemossa que Volem, Grup Independent de Valldemossa i Unió Mallorquina           |
| 4    | VIII        | Xisco Mulet Jiménez   | Unió Mallorquina (UM)                                    | 2009             | 2010          | Pacte entre La Valldemossa que Volem, Grup Independent de Valldemossa i Unió Mallorquina           |
| 5    | VIII        | Nadal Torres Bujosa   | Grup Independent de Valldemossa (GIV)                    | 2010             | 2011          | Pacte entre La Valldemossa que Volem, Grup Independent de Valldemossa i Unió Mallorquina           |
| -    | IX          | Xisco Mulet Jiménez   | Convergència per les Illes (CXI)                         | 2011             | 2012          | Pacte entre Grup Independent de Valldemossa, La Valldemossa que Volem i Convergència per les Illes |
| -    | IX          | Nadal Torres Bujosa   | Grup Independent de Valldemossa (GIV)                    | 2012             | 2014          | Pacte entre La Valldemossa que Volem, Grup Independent de Valldemossa i Convergència per les Illes |
| -    | IX          | Jaume Vila Mulet      | La Valldemossa que Volem                                 | 2014             | 2015          | Pacte entre Grup Independent de Valldemossa, La Valldemossa que Volem i Convergència per les Illes |
| -    | X           | Nadal Torres Bujosa   | Grup Independent de Valldemossa (GIV)                    | 2015             | 2019          | Majoria absoluta de GIV, però pacta amb La Valldemossa que Volem                                   |
| -    | XI          | Nadal Torres Bujosa   | Grup Independent de Valldemossa (GIV)                    | 2019             |               | Majoria absoluta de GIV                                                                            |